# Uông Dương
Uông Dương (tiếng Trung: 汪洋; bính âm: Wāng Yáng; sinh 12 tháng 3 năm 1955) là nhà lãnh đạo cấp cao của nước Cộng hòa Nhân dân Trung Hoa và Đảng Cộng sản Trung Quốc. Ông từng là Chủ tịch Ủy ban Toàn quốc Hội nghị Hiệp thương Chính trị Nhân dân Trung Quốc.
Uông Dương được xem là một trong các nhân vật cải cách hàng đầu trong đội ngũ lãnh đạo cấp cao của Đảng Cộng sản Trung Quốc. Ông được xem là đi tiên phong trong mô hình phát triển của tỉnh Quảng Đông như thay đổi cơ cấu kinh tế của tỉnh Quảng Đông bằng cách giảm lệ thuộc vào xuất khẩu hàng hóa giá rẻ và chuyển sang các ngành công nghệ cao thân thiện với môi trường. Năm 2011, khi đối mặt với tình trạng biểu tình tại Ô Khảm, Uông Dương đã ra lệnh cho lực lượng cảnh sát không được đàn áp, sa thải các quan chức tham nhũng và cho phép người dân bầu ra bộ máy lãnh đạo mới.

## Tiểu sử

### Thân thế
Uông Dương là người Hán sinh tháng 3 năm 1955, người huyện Túc Châu, tỉnh An Huy.

### Giáo dục
Năm 1979 đến năm 1980, ông theo học chuyên ngành kinh tế chính trị lớp cán bộ tuyên truyền lý luận tại Trường Đảng Trung ương Đảng Cộng sản Trung Quốc.
Năm 1989 đến năm 1992, ông theo học tại chức chuyên ngành quản lý Đảng chính quyền lớp bậc đại học, Học viện Hàm thụ ở Trường Đảng Trung ương Đảng Cộng sản Trung Quốc.
Năm 1993 đến năm 1995, ông theo học tại chức lớp chương trình học nghiên cứu sinh chuyên ngành khoa học quản lý khoa Khoa học quản lý tại Đại học Khoa học Kỹ thuật Trung Quốc và được trao học vị thạc sĩ kỹ thuật.
Tháng 3 đến tháng 5 năm 1997, ông theo học lớp nâng cao cán bộ cấp tỉnh bộ tại Trường Đảng Trung ương Đảng Cộng sản Trung Quốc. Tháng 9 đến tháng 11 năm 2001, ông tiếp tục theo học lớp nâng cao cán bộ cấp tỉnh bộ ở Trường Đảng Trung ương.

### Sự nghiệp
Tháng 6 năm 1972, Uông Dương tham gia công tác làm công nhân rồi được cử làm người phụ trách Phân xưởng nhà máy Thực phẩm khu vực huyện Túc Châu tỉnh An Huy. Tháng 8 năm 1975, ông được kết nạp vào Đảng Cộng sản Trung Quốc. Năm 1976, ông chuyển về làm giáo viên và được cử giữ chức Phó Chủ nhiệm Phòng Giảng dạy và Nghiên cứu, Ủy viên Đảng ủy trường Cán bộ "Mùng 7 tháng 5" khu vực huyện Túc Châu tỉnh An Huy. Năm 1980, ông chuyển đến làm giáo viên Trường Đảng Địa ủy huyện Túc Châu tỉnh An Huy. Năm 1981, Uông Dương chuyển sang hoạt động trong tổ chức Đoàn Thanh niên Cộng sản và được bổ nhiệm giữ chức Phó Bí thư Đoàn Thanh niên Cộng sản Địa ủy huyện Túc Châu tỉnh An Huy. Năm 1982, ông được bổ nhiệm làm Trưởng ban Tuyên truyền Đoàn Thanh niên Cộng sản Tỉnh ủy An Huy. Năm 1983, ông được bổ nhiệm giữ chức Phó Bí thư Đoàn Thanh niên Cộng sản Tỉnh ủy An Huy.
Năm 1984, Uông Dương được bổ nhiệm làm Phó Bí thư Đảng ủy Ủy ban Thể thao tỉnh, Phó Chủ nhịêm Ủy ban Thể thao tỉnh An Huy. Năm 1987, ông được bổ nhiệm giữ chức Bí thư Đảng ủy Ủy ban Thể thao tỉnh, Chủ nhịêm Ủy ban Thể thao tỉnh An Huy. Năm 1988, ông được luân chuyển làm Phó Bí thư Thành ủy, quyền Thị trưởng và được bầu giữ chức vụ Thị trưởng thành phố Đồng Lăng, tỉnh An Huy. Năm 1992, ông được bổ nhiệm làm Bí thư Đảng ủy Ủy ban Kế hoạch tỉnh, Chủ nhiệm Ủy ban Kế hoạch tỉnh An Huy, Trợ lý Tỉnh trưởng tỉnh An Huy. Năm 1993, ông được bổ nhiệm giữ chức Ủy viên Ban Thường vụ Tỉnh ủy, Phó Tỉnh trưởng Chính phủ nhân dân tỉnh An Huy. Năm 1998, ông được cử làm Phó Bí thư Tỉnh ủy kiêm Phó Tỉnh trưởng tỉnh An Huy. Năm 1999, ông được bổ nhiệm giữ chức Phó Chủ nhiệm Ủy ban Kế hoạch phát triển Nhà nước Trung Quốc.
Tháng 11 năm 2002, tại Đại hội Đảng Cộng sản Trung Quốc lần thứ 16, ông được bầu làm Ủy viên dự khuyết Ủy ban Trung ương Đảng Cộng sản Trung Quốc khóa 16. Tháng 3 năm 2003, sau khi ông Ôn Gia Bảo được bầu làm Thủ tướng Quốc vụ viện Trung Quốc, Uông Dương được bổ nhiệm làm Phó Bí thư Đảng ủy Cơ quan Quốc vụ viện, Phó Tổng Thư ký Quốc vụ viện Trung Quốc, phụ trách công tác thường vụ Văn phòng Quốc vụ viện, hàm Bộ trưởng.
Tháng 12 năm 2005, Uông Dương được bổ nhiệm giữ chức vụ Bí thư Thành ủy Trùng Khánh, thay cho ông Hoàng Trấn Đông. Ngày 21 tháng 10 năm 2007, tại phiên bế mạc Đại hội Đảng Cộng sản Trung Quốc lần thứ 17, ông được bầu làm Ủy viên Ban Chấp hành Trung ương Đảng Cộng sản Trung Quốc khóa 17. Ngày 22 tháng 10 năm 2007, phiên họp toàn thể đầu tiên của Ban Chấp hành Trung ương Đảng Cộng sản Trung Quốc khóa 17 đã bầu Uông Dương làm Ủy viên Bộ Chính trị Đảng Cộng sản Trung Quốc khóa 17. Ngày 1 tháng 12 năm 2007, Trung ương Đảng Cộng sản Trung Quốc quyết định điều động ông làm Bí thư Tỉnh ủy Quảng Đông.
Ngày 15 tháng 11 năm 2012, tại phiên họp toàn thể đầu tiên của Ủy ban Trung ương Đảng Cộng sản Trung Quốc khóa 18, ông được bầu làm Ủy viên Bộ Chính trị Đảng Cộng sản Trung Quốc khóa 18. Chiều ngày 16 tháng 3 năm 2013, tại phiên họp toàn thể lần thứ sáu của kỳ họp thứ nhất Quốc hội Trung Quốc khóa 12, Uông Dương được bầu làm Phó Thủ tướng thứ ba Quốc vụ viện Trung Quốc.
Ngày 24 tháng 10 năm 2017, tại phiên bế mạc Đại hội Đảng Cộng sản Trung Quốc lần thứ XIX, ông được bầu làm Ủy viên Ủy ban Trung ương Đảng Cộng sản Trung Quốc khóa XIX. Ngày 25 tháng 10 năm 2017, Ủy banTrung ương Đảng Cộng sản Trung Quốc khóa XIX tiến hành Hội nghị toàn thể lần thứ nhất, bầu ông làm Ủy viên Ban Thường vụ Bộ Chính trị Đảng Cộng sản Trung Quốc trở thành một trong 7 người nắm quyền lãnh đạo tối cao tại Cộng hòa Nhân dân Trung Hoa.
Chiều ngày 14 tháng 3 năm 2018, kỳ họp thứ nhất, Hội nghị Hiệp thương Chính trị Nhân dân Trung Quốc khóa 13 đã họp phiên toàn thể thứ 4 bầu Uông Dương giữ chức vụ Chủ tịch Ủy ban Toàn quốc Hội nghị Hiệp thương Chính trị Nhân dân Trung Quốc thay cho người tiền nhiệm Du Chính Thanh nghỉ hưu.